# Diktum
Diktum (Mehrzahl: Dikta) ist ein Ausdruck für einen bedeutsamen, pointierten Ausspruch, eigentlich das Gesagte. Der Begriff stammt ursprünglich aus dem Lateinischen und ist das Partizip Perfekt Passiv von dicere, sagen.
Speziell bezeichnet Diktum
- eine festgelegte Lehrmeinung in den Wissenschaften, an der oft zäh festgehalten wird. Die Änderung eines Diktums lässt sich in der Regel nur mit einer Vielzahl unzweifelhafter Beweise unter großen Widerständen durchsetzen. Dennoch ist die Aussage solcher Lehrsätze prinzipiell verhandelbar. In der Verhandelbarkeit und damit in der Möglichkeit seiner Aufhebung unterscheidet sich das Diktum vom Dogma.
- eine Anordnung. Damit sinnverwandt ist auch das Wort Diktat, von dem die Herrschaftsform Diktatur abgeleitet wird.

Der in der Literaturwissenschaft verwendete Oberbegriff ist Apophthegma.